# Paul Julius von Hügel

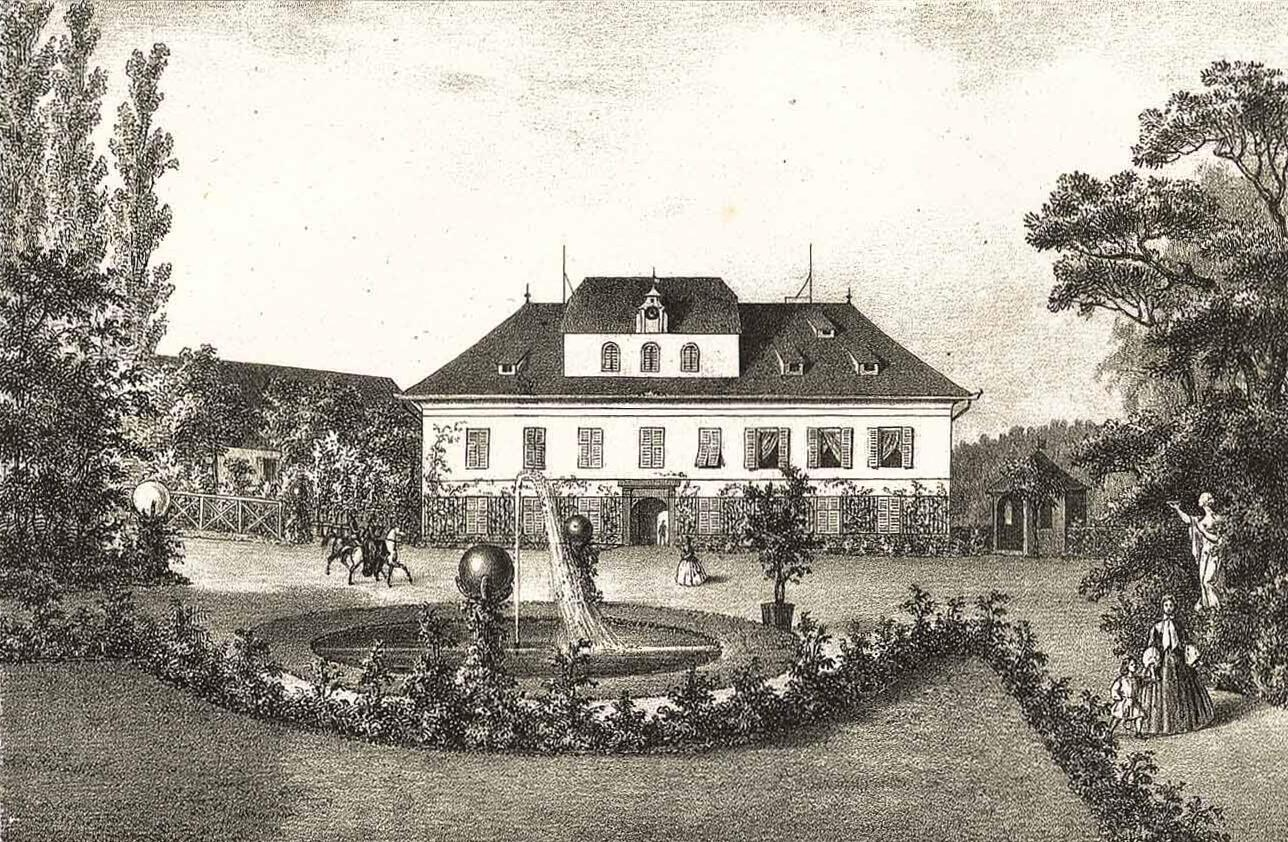
Vista del castillo de Reinthal, residencia de Paul Julius en las cercanías de Graz.

El conde Paul Julius von Hügel (Castillo de Reinthal, Graz; 30 de septiembre de 1872- Szombathely, 20 de marzo de 1912) fue un noble austríaco conocido por su relación con la realeza europea, especialmente a través de su prima hermana María de Teck, consorte de Jorge V del Reino Unido.

## Biografía
Fue el único hijo habido del matrimonio entre la princesa Amalia de Teck y el noble germano-austriaco, el barón Paul von Hügel. Por parte de su madre era nieto del duque Alejandro de Wurtemberg y de su esposa morganática, la condesa Claudia de Hohenstein (nacida condesa Rhédey de Kis-Rhéde). Por parte de su padre pertenecía a una familia de la pequeña nobleza del reino de Wurtemberg. Paul Julius nació en el castillo de Reinthal, en las cercanías de la ciudad austríaca de Graz. Este castillo era residencia de sus padres, habiéndose instalado tras su boda en 1863. En un chalet en el terreno del castillo viviría hasta su muerte en 1894, la hermana soltera de Amalia de Teck, la princesa Claudia de Teck.
Quedó huérfano de madre en 1893. Por su parte su padre se quitaría la vida cinco años después, el 13 de abril de 1893.
Contrajo matrimonio con Anna Paulina Homolastch, de la que tendría dos hijos:
- Fernando von Hügel (1901-1939),
- Huberta von Hügel (1897-1912).[7]

Fue aficionado a la música dirigiendo en diversas ocasiones a la Veterankapelle de Graz entre 1901 y 1909.
Se divorciaría de su mujer en 1911.
Falleció el 20 de marzo de 1912 en una cacería cerca de la localidad húngara de Szombathely.

## Títulos
- Conde (Reino de Wurttemberg, 20 de junio de 1879)
- Barón (Reino de Wurttemberg)[Nota 2]